# Muscisaxicola flavinucha
Gaúcha-de-nuca-ocre ou gaúcha-frade (Muscisaxicola flavinucha) é uma espécie de ave da família Tyrannidae.
Pode ser encontrada nos seguintes países: Argentina, Bolívia, Chile e Peru.
Os seus habitats naturais são: campos de gramíneas de clima temperado e campos de altitude subtropicais ou tropicais.